# Saurom
Saurom (anteriormente denominado Saurom Lamderth) es un grupo español de folk metal. Fue fundado en 1996 por Narci Lara y Antonio Ruíz. Denominan su estilo como «juglar metal», un conglomerado de música rock, folk y celta, aderezado con letras basadas en la literatura, principalmente en leyendas, poemas, romances y cuentos tradicionales, con un trasfondo crítico, cultural y social. Algunas de sus letras tienen una temática relacionada con la novela El Señor de los Anillos, de J. R. R. Tolkien y con la literatura clásica y tradicional andaluza.

## Historia

### 1996 - 2000: Formación y primeros pasos
Saurom Lamderth se formó en 1996 tras la ruptura del grupo RHF (Rapid heavy flamenc), en San Fernando (Cádiz). Sus fundadores fueron Narci Lara y José Luis Godoy, a los que se unió Antonio Ruiz y Abraham Reyes Facio. 
Entre septiembre y diciembre del mismo año, empezaron a componer su primera maqueta, la cual titularon "La cripta del duende", donde se puede apreciar el amor de los integrantes hacia el mundo fantástico y el sentimiento de nostalgia por la pérdida de la fantasía en las generaciones más jóvenes. En esta maqueta empezaron a incluir sus personajes que más adelante sería frecuente como Zaluster "La Hechicera" y Glimbert en la canción del "Bosque de los Tres Pantano" 
Más tarde, en 1997, grabarían la maqueta "Regreso a las Tierras Medias" donde nacen gran parte de los personajes inventados a modo de juego de rol que aparecerían posteriormente en el disco Juglarmetal (2006), como «Feretrom el dragón» o «Ataf», que hacen alusión a los cuatro elementos; “Aire, Tierra, Agua y Fuego” y Tarkem Deothor 
De la formación se retiró de los bajos Abraham, siendo reemplazado por Juan Garrido, junto a su hermano Francisco Garrido en los teclados y las flautas. Más tarde, con esta formación, grabaron la maqueta "Legado de juglares" en 1998, de la cual se vendieron más de mil copias en pocos meses, lo que permitió a la banda gestionar sus primeros contactos discográficos[cita requerida]. 
Por último, tras haber ganado un concurso de bandas a nivel regional en el año 2000, grabaron la maqueta "Orígenes", con canciones consideradas por ellos más "juglares", melódicas y envolventes que las de trabajos anteriores, experimentando con nuevos sonidos.

### 2001 - 2002: Disco debut,El guardián de las melodías perdidasySombras del este
En septiembre del año 2000, Godoy y Juan Garrido abandonan la banda, siendo sustituidos por Raúl Rueda en la guitarra, y José A. Gil en los bajos y coros. Con esta nueva formación consolidada, entraron a grabar en 2001 el que sería el disco debut de la banda, al que titularon El guardián de las melodías perdidas. Este disco les abrió las puertas del panorama nacional y les condujo a una gira que llamaron «Juglar Tour», que les llevó por gran parte de España.
Pasaron dos años donde la banda estuvo trabajando arduamente para editar el que sería su segundo trabajo, un disco doble de 19 canciones, íntegramente basado en el primer tomo de la novela El Señor de los Anillos de J. R. R. Tolkien; La Comunidad del Anillo. El disco fue titulado como Sombras del Este, y contó con la colaboración de la Sociedad Tolkien Española; fue bien recibido tanto en España como en varios países de Latinoamérica, lo que les permitió realizar una extensa gira por toda España y participar en varios festivales de renombre como Viña Rock y Lorca Rock.

### 2003 - 2006: Llegada de Miguel Ángel Franco,Legado de Juglares, Sinfonías de los bosquesyJuglarMetal
A principios de 2003, el cantante, flautista y gaitero Narci Lara comenzó a tener problemas de garganta, por lo que tuvo que dejar de cantar bajo recomendación médica. Tras una breve pausa y múltiples cambios de integrantes, entraron al grupo Miguel Ángel Franco (exvocalista de Renno) a la voz, José Antonio Gallardo al bajo. Con esta nueva formación, decidieron regrabar la canción "Las minas de moria" del disco Sombras del este, para presentarle al público el nuevo vocalista. El resultado de la regrabación fue inesperado, ya que la banda parecía encaminada a un sonido de thrash metal con sonidos electrónicos incorporados, junto a los antiguos violines y flautas. El grupo decidió no seguir esa dirección, pero tomaron ciertos matices de aquellos estilos para proyectos futuros.
Ese mismo año, publican su tercer disco de estudio, titulado como Legado de juglares, poniéndole el mismo título de su tercera maqueta del año 1998. Con este nuevo trabajo, iniciaron la gira «Historias del Juglar Tour», incorporando espectáculo en sus conciertos a cargo de malabaristas, actores, pirotecnia y saltimbanquis. A pesar de su buen momento, a mitad de gira, la violinista Sophia abandona el grupo por cuestiones personales, siendo reemplazada por Santiago Carrasco, para encargarse de los teclados, whistles y coros.
En 2005, reeditan el disco Legado de juglares, al que le agregan un segundo disco de rarezas y caras B, titulado Sinfonías de los bosques, este título fue elegido por votación popular entre los fanes de la banda en redes sociales.
Mientras finalizaban la gira, entraron a grabar lo que sería el cuarto disco de estudio de la banda; titulado como JuglarMetal, que salió a la venta el 20 de febrero de 2006. Este disco es considerado por los fanes como el más importante de toda la discografía del grupo y a la vez, significó un cambio en el nombre de la banda, acortándose solo a Saurom.

### 2008 - 2011: Etapa más heavy,Once romances desde al-ÁndalusyMaryam
El 3 de marzo de 2008, el grupo lanzó su quinto disco de estudio titulado Once romances desde al-Ándalus, íntegramente basado en la literatura y la cultura andaluza. Posee un sonido más potente y más heavy con matices de Power Metal, abandonando casi por completo las melodías de folk metal festivo de sus anteriores entregas. El primer sencillo de este disco fue «El monte de las ánimas», canción regrabada que ya había aparecido en una de las viejas maquetas. Con este disco también pudieron hacer el primer videoclip del grupo, el cual fue «Wallada, la omeya». Al haber basado su obra en toda la cultura de al-Ándalus, la banda fue invitada en varias ocasiones a realizar algunas ponencias en universidades y las letras del disco fueron leídas en diversos actos. El éxito de este álbum permitió a la banda extraer de él cinco canciones, traducir su letra al inglés, regrabarlas y publicarlas como EP en varios países como Alemania, Nueva Zelanda, Australia o Japón; el EP recibió el título de Romances from al-Ándalus.
Para el 1 de marzo de 2010, la banda lanza su sexto disco de estudio, titulado Maryam. Este sexto disco de carácter conceptual relata de forma metafórica la Pasión de Cristo y el sufrimiento de su madre María (renombrada en el disco como Maryam) reivindicando la igualdad entre géneros y criticando el papel secundario que se le ha otorgado a la mujer en general a lo largo de la historia. Fue editado en marzo de 2010 en España y en México, y en junio de 2010 en el resto de Hispanoamérica.[cita requerida] El álbum vino acompañado de un DVD con directos y otros vídeos. La publicación de este disco les permitió realizar otra extensa gira por España, llegando a sitios a los que nunca habían acudido. 
En 2011, el grupo celebró su 15º aniversario con una gira en la que utilizaron un setlist especial en el que cronológicamente repasaban toda su carrera discográfica.[cita requerida]

### 2012 - 2015: De vuelta al sonido folk,VidaySueños
A lo largo del 2012, la banda presentó cuatro nuevos videoclips que fueron adelanto de su próximo disco de estudio (Cambia el Mundo, El Príncipe, La Leyenda de Gambrinus y Noche de Halloween, este último con un cortometraje de casi 30 minutos incluido). El 1 de diciembre de 2012, sale a la venta su séptimo disco, titulado Vida, con un sonido mucho más folk que el de sus dos anteriores entregas. El disco tuvo una gran acogida por parte del público y los medios de comunicación. La gira de este disco les permitió viajar por primera vez a América, concretamente a Costa Rica, el 24 de noviembre de 2012. A partir de ahí, se realizaron más conciertos en el continente americano, recorriendo países como México, Colombia, Estados Unidos, Ecuador, Chile, Bolivia, Panamá y Guatemala.
El 28 de agosto de 2014, el grupo anunció el lanzamiento de su nuevo videoclip "Paz" para el día 14 de noviembre de 2014, el cual pertenecería a su octavo disco de estudio, titulado Sueños. El disco fue lanzado el día 2 de octubre de 2015, compuesto como un álbum doble, el cual contiene dos discos de nombre “La partitura secreta” y “Las caricias del Alma“, que abarcan un total de 27 canciones. El disco Sueños ha sido hasta ahora uno de los trabajos más complejos y ambiciosos en la carrera del grupo, donde la banda toma muy en cuenta sus raíces, fusionadas con elementos adquiridos a lo largo de la trayectoria musical.

### 2016 - 2018: 20º Aniversario,20... Al Mundo de los SueñosyLa Magia de la luna
El 9 de abril de 2016, la banda organiza un concierto especial en el histórico Real Teatro de Las Cortes, de su ciudad natal, San Fernando, con motivo de celebración de sus veinte años en la música. Dicho espectáculo contó con las colaboraciones del Coro Nova Nerta de Jerez de la Frontera y la participación de un nutrido número de actores, acróbatas, malabaristas y bailarines, así como la aportación de antiguos miembros de la formación que fueron invitados para la ocasión. El concierto fue grabado y editado en formato DVD y doble CD en directo. El DVD recibió el título de “20…Al Mundo de los Sueños”, usando un juego de palabras referente a la fecha del aniversario y a su último trabajo discográfico de estudio "Sueños". Finalmente, el DVD fue lanzado el 18 de noviembre de 2016.
También, con motivo de sus veinte años, el escritor isleño y amigo de la banda Enrique Montiel de Arnaiz, publica en mayo de 2017 una extensa biografía sobre el grupo llamada “Leyenda de Juglares”, con 530 páginas, más de 200 fotos inéditas de la banda y una portada hecha a mano por el portadista y dibujante habitual del grupo, Daniel López.
El 5 de diciembre de 2017, la banda publica su primer disco de estudio en formato acústico, titulado “La Magia de la luna”, basado en algunas canciones que abarcan toda la trayectoria de la banda, manteniendo un enfoque muy distinto a la hora de reelaborar la música, las melodías, y las armonías vocales, con el fin de hacer las canciones diferentes a las originales, pero manteniendo sus esencias fundamentales. En el disco participan artistas como la cantante Julia Medina, el bajista Ismael Alcina y el percusionista Moisés Ibáñez.
El 25 de abril de 2018, sale a la luz la colaboración de la banda en el disco tributo a Mägo de Oz "¡Stay Oz! (Hasta que el cuerpo aguante)” con motivo de celebración a los treinta años del grupo madrileño en la música, donde hacen su propia versión del tema "Molinos de Viento", acompañado de un videoclip.

### 2019-presente: Consolidación de la madurez yMúsica
Entre verano y otoño de 2018, Saurom comenzaron la composición de un nuevo álbum oficial, previsto inicialmente para ser puesto a la venta entre septiembre y diciembre del año siguiente, 2019. Finalmente, se modificaron los planes y no se empezó a grabar hasta julio de 2019 debido a las numerosas giras, por lo que se esperaba su publicación hacia la primavera de 2020 (marzo o abril). Esta información se mantuvo como oficial hasta enero y febrero de 2020, aunque Narci Lara, fundador del grupo, insistía en que ahora no importaban las fechas, sino plasmar de verdad la madurez del grupo en un disco trabajado, tardando lo que tenga que tardar.
Tras no haber demasiadas noticias durante marzo, el 17 de abril de 2020 el grupo presentó el título y la portada de su próximo álbum oficial (el décimo, sin contar las maquetas y otros materiales). Se llamará Música y, aunque está prácticamente finalizado, no será puesto a la venta hasta el 4 de diciembre de 2020 debido a la situación excepcional provocada por la pandemia del COVID-19 en todo el mundo.
La portada ha sido realizada por el artista andaluz Daniel López, como el resto de discos y diseños de Saurom. Está dibujada a mano y coloreada con acrílicos y diversas técnicas digitales.
El 2 de mayo el grupo presentó el primer sencillo del futuro álbum, "Amanecer", junto a su vídeo oficial. La canción, de temática ecologista, presenta numerosas influencias del grupo finlandés de metal sinfónico Nightwish.

## Discografía

### Maquetas
- La cripta del duende (1996)
- Regreso a las Tierras Medias (1997)
- Legado de juglares (1999)
- Orígenes (2000)

### Álbumes de estudio
- El guardián de las melodías perdidas (2001)
- Sombras del Este (2002)
- Legado de juglares (2004)
- JuglarMetal (2006)
- Once romances desde al-Ándalus (2008)
- Maryam (2010) - incluye un DVD con vídeos y material oficial.
- Vida (2012)
- Sueños (2015)
- Música (2020)
- El Pájaro Fantasma (2023)
- El Principito (2025)

### Álbumes en directo
- 20… al Mundo de los Sueños (2016) - CD + DVD en directo en el Real Teatro de las Cortes de San Fernando (Cádiz) por el 20º aniversario del grupo.
- En Vivo Arena Ciudad De México (2024) - incluye 2 CDs de audio, 1 DVD y 1 Blu-Ray con el concierto celebrado en Arena CDMX el 22/04/2023 perteneciente a la gira “El Pájaro Fantasma”

### Recopilatorios
- Sinfonías de los bosques (2006) - álbum de rarezas y versiones incluido en la reedición de 2005 del álbum Legado de juglares.
- La Magia de la Luna (2017) - acústico
- Mester de Juglaría (2021) - tributo oficial a Saurom en cuádruple CD

### Singles y EPs
- Mendigo (2004) - sencillo promocional del álbum Legado de juglares.
- Romances from al-Ándalus (2008) - EP promocional en inglés para su venta en EE. UU.
- Maryam (2010) - sencillo promocional del álbum Maryam, de regalo en la revista HeavyRock.

### DVD
- Maryam (2010) - incluye un DVD con vídeos y material oficial.
- 20... al Mundo de los Sueños (2016) - CD + DVD en directo en el Real Teatro de las Cortes de San Fernando (Cádiz) por el 20º aniversario del grupo.
- En Vivo Arena Ciudad De México (2024) - incluye 2 CDs de audio, 1 DVD y 1 Blu-Ray con el concierto celebrado en Arena CDMX el 22/04/2023 perteneciente a la gira “El Pájaro Fantasma”

### Película
- La Noche de Halloween (2012) - un corto de terror y comedia estrenado el 31 de octubre en YouTube. Fue utilizado para presentar el videoclip del sencillo "Noche de Halloween", perteneciente al disco Vida.

## Formación

### Fundadores (1996)
- Narci Lara Márquez: voz, guitarra rítmica y flauta.
- José Luis Godoy: guitarra solista.
- Antonio Ruíz: batería.

### Miembros actuales de la banda (desde 2005)
- Antonio Ruíz Izquierdo Michael Donovan: batería y percusión (desde 1996)
- Narciso Lara Márquez "Narci", El juglar: guitarra rítmica y acústica, voz, coros, gaita gallega, flauta, low y tin whistle, violín, ocarina, sitar y laúd (desde 1996)
- Raúl Rueda Hernández Raulito, Françoise de Gitanne: guitarra solista, rítmica y acústica, mandolina, banjo, laúd y sitar (desde 2001)
- José Antonio Gallardo Femenía "Josele", Lord Oscuro Zzräipy, Joselito Airlines: bajo (desde 2003 como temporal, y 2004 como miembro oficial)
- Miguel Ángel Franco Mejías "Migue": voz y coros (desde 2004) - en directo también ha tocado la guitarra acústica o el violín
- Santiago Luis Carrasco Carrasco "Santi", Dr. Amor: teclados, piano, acordeón, tin whistle, keytar, clarinete, samplers y coros (desde 2005).

### Antiguos miembros (incluidos los temporales)
- Abraham Reyes Facio Expugnatum: bajo (1996-1997)
- José Luis Godoy Aparicio Godo: guitarra solista y acústica (1996-2000)
- Francisco Garrido Ramos Paco, Frank McAllister: teclado, violín, gaita gallega y flautas (1996-2003)
- Juan Garrido Ramos Juanito, John McAllister: bajo, voz y coros (1997-2000)
- José Antonio Gil González JoseSaurom el Negro: bajo y coros (2001-2003)
- Pedro Alfonso Gómez Zambrana Peri: voz (miembro temporal entre 2003-2004) - actualmente es un importante tenor jerezano, así como jugador de ajedrez.
- Ana María Crismán Pérez Anita: teclado (miembro temporal 2003-2004) - era pianista de formación clásica y actualmente es una importante arpista flamenca.
- Sophia Victoria Quarenghi Madame Violina: violín (2003-2005) - igual que Ana, provenía de formación musical clásica. Ahora es violinista flamenca.[4]

### Colaboradores recientes de la banda (en directo y en estudio)
Se incluyen diversos antiguos miembros que todavía colaboran con Saurom.
- Moisés Ibáñez: batería y percusión (desde 2015).
- Julia Medina: voz y coros (2015-2018) - en 2018 participó en Operación Triunfo y cesó su actividad con el grupo. Ahora tiene una carrera en solitario.
- Alberto Lara Márquez Tito: guitarra española (desde 2001).
- Alberto Domínguez Gálvez Pachito (director de la Orquesta de cámara Elcurarojo): flautas de pico (desde 2012).
- José Antonio Gil: guitarra, bajo, voces y coros (en 2004, y desde 2016). Desde 2015 también es el webmaster de la banda.
- Paco Garrido: acordeón, violín, whistles y uillean pipe (desde 2015).
- Juan Garrido: bajo y voz (en 2001, y desde 2015).
- José Luis Godoy: guitarra (en 2016).
- Ana Crismán: arpa (en 2017).
- Adrián Romero: batería y percusión (en 2018).
- Coro NovaNerta, dirigido por Juan Luis Lorenzo (desde 2014).